# Кротоне (провинция)
Кротоне (на италиански: Provincia di Crotone) е провинция в Италия, в региона Калабрия.
Площта ѝ е 1716 km2, а населението – около 173 000 души (2007). Провинцията включва 27 общини, административен център е град Кротоне.

## Административно деление
Провинцията се състои от 27 общини:
- Кротоне
- Белведере ди Спинело
- Верцино
- Изола ди Капо Рицуто
- Казабона
- Какури
- Карфици
- Кастелсилано
- Котроней
- Круколи
- Кутро
- Мезорака
- Мелиса
- Палагорио
- Петилия Поликастро
- Рока ди Нето
- Рокабернарда
- Савели
- Сан Мауро Маркезато
- Сан Никола дел'Алто
- Санта Северина
- Скандале
- Стронголи
- Умбриатико
- Черенция
- Чиро
- Чиро Марина